# کراسویکس (نیوجرسی)
کراسویکس (به انگلیسی: Crosswicks) یک منطقهٔ مسکونی در ایالات متحده آمریکا است که در چسترفیلد، نیوجرسی واقع شده‌است. کراسویکس ۲۴٫۹۹ متر بالاتر از سطح دریا واقع شده‌است.